# يوجي فوجيكاوا
يوجي فوجيكاوا (باليابانية: 藤川 祐司) (8 يونيو 1987 في يوكوهاما في اليابان – )؛ هو لاعب كرة قدم ياباني سابق كان يلعب كمدافع.

## وصلات خارجية
- يوجي فوجيكاوا على موقع رابطة كرة القدم اليابانية للمحترفين (اليابانية)
- يوجي فوجيكاوا على موقع قاعدة بيانات كرة القدم.إي يو (الإنجليزية)
- يوجي فوجيكاوا على موقع Soccerway.com (الإنجليزية)